# Tjockhornsfår
Tjockhornsfår (Ovis canadensis) är en art i släktet får som förekommer i västra Nordamerika. Andra namn är storhornsfår och amerikanskt vildfår.

## Utseende
Med en längd av 170 cm, en mankhöjd av ungefär en meter och en genomsnittlig vikt av 120 kg (hanar) respektive 70 kg (honor) är individer av denna art betydlig större än vild- eller tamfår i Europa. Djurets päls är i norra regioner under sommaren mörkbrun och under vintern gråbrun. I Nordamerikas södra delar är pälsens färg under hela året brun eller beige. Hos hanar förekommer kraftfulla horn som kan väga upp till 14 kg. Honor har betydligt mindre horn.

## Utbredning
Arten förekommer huvudsakligen i Klippiga bergen, men även i västra USA, sydvästra Kanada och nordvästra Mexiko.

## Levnadssätt
Tjockhornsfår lever i bergstrakter. De förekommer ovanför trädgränsen i klippiga regioner med ängar. De har mycket bra klättringsförmåga. I dessa zoner är de i stort sett skyddade mot naturliga fiender, som prärievarg, puma och örnar.
De livnär sig av gräs och andra växter, men måste även få i sig mindre mängder salt.[källa behövs]
Honor och ungdjur lever i mindre flockar på åtta till tio individer, och sällan i grupper med upp till hundra djur. Unga hanar lever i egna flockar och när de blir äldre lever hanar ensamma. Under parningstiden strider hanarna om rätten att leda en flock med honor. Hornet är så pass tjockt att de sällan får sår under striden. Oftast vinner hanen med det största hornet.
Även i grupper med unga hanar förekommer strider, mest för att uppnå en högre plats i gruppens hierarki. Under tiden i dessa grupper antar hanar ofta homosexuella livsmönster.
Parningstiden inträffar på hösten. Efter en fem till sex månader lång dräktighet föder honan endast en unge. I motsats till europeiska får förekommer tvillingar mycket sällan. Lammet får di ungefär ett halvt år och är efter ytterligare sex månader könsmoget. Den första parningen sker hos honor först efter tre år. Hanar är efter ungefär sju år tillräckligt starka för att vinna en strid som ger rätt att para sig. Medellivslängden ligger omkring 20 år. Hanar dör, på grund av kraftförlusten under striderna, tidigare än honor.

## Status och hot
Amerikanska urfolk i Klippiga bergen utnyttjade fårets kött och horn, som användes för att framställa verktyg och andra föremål. Före ankomsten av européerna fanns troligtvis två miljoner tjockhornsfår i området. Antalet minskades betydligt under 1800-talet på grund av intensiv jakt från vita jägare. Beståndet minskade även till följd av sjukdomar som infördes genom tamfår från Europa. År 1900 fanns bara 60 000 individer kvar. Trots omfattande skyddsåtgärder som jaktförbjud, har beståndet bara ökat obetydligt fram till idag. IUCN kategoriserar arten som livskraftig (LC)  och bedömer beståndet som säkrat (Lower Risk Conservation Dependent).